# Angat
Pour la rivière, voir Angat (rivière).
Angat est une municipalité des Philippines située dans le centre de la province de Bulacan, sur l'île de Luçon.

## Subdivisions
Angat divisé en 16 barangays (districts) :

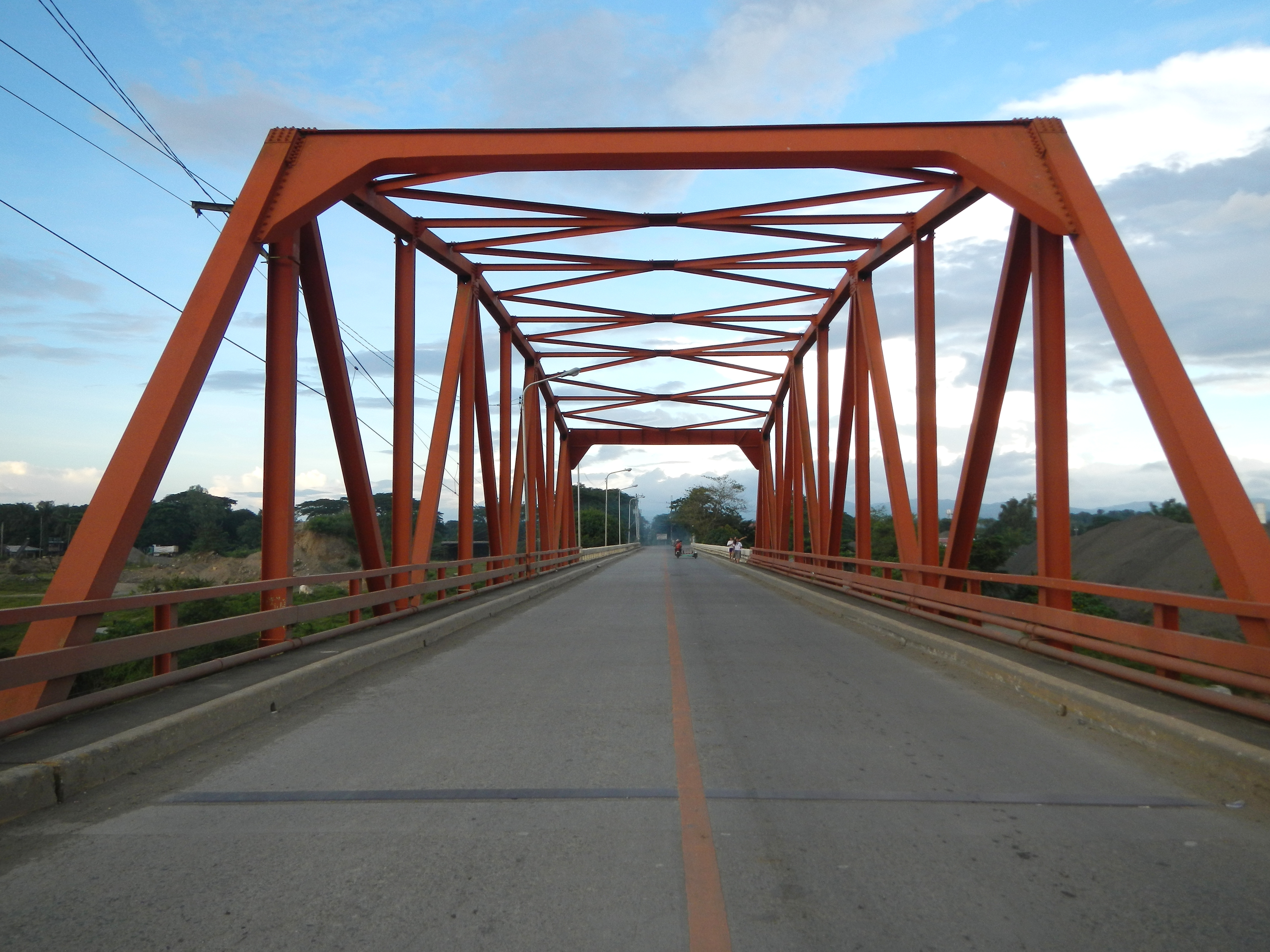
Le pont Santa Lucia traverse l'Angat et relie la municipalité à celle de Doña Remedios Trinidad.

- Banaban
- Baybay
- Binagbag
- Donacion
- Encanto
- Laog
- Marungko
- Niugan
- Paltok
- Pulong Yantok
- San Roque
- Santa Cruz
- Santa Lucia
- Santo Cristo
- Sulucan
- Taboc